# Titus Vennonius Avitus
Titus Vennonius Avitus (vollständige Namensform Titus Vennonius Titi filius Stellatina Avitus) war ein im 2. Jahrhundert n. Chr. lebender Angehöriger des römischen Ritterstandes (Eques).
Durch ein Militärdiplom, das auf den 11. August 192 datiert ist, ist belegt, dass Avitus 192 Kommandeur der Ala I Thracum Veterana war, die zu diesem Zeitpunkt in der Provinz Pannonia inferior stationiert war. Avitus war in der Tribus Stellatina eingeschrieben und stammte aus Augusta Taurinorum, dem heutigen Turin; sein vollständiger Name und seine Herkunft sind durch vier Weihinschriften, die bei Bölcske gefunden wurden, belegt.